# シュビドゥバ
シュビドゥバは、1MC+1singer+1DJで構成される日本のヒップホップグループ。

## メンバー
- ADAM（アダム）
  - MC、リーダー
- RYU（リュー）
  - MC/singer
- Gyu→（ギュー）
  - DJ

## 来歴

### プロフィール
- 2003年神奈川大学・横浜キャンパスのスキューバダイビングサークル内メンバーで結成。
- 2007年CDデビュー。ウルフルズのバンザイをRAPカバーした『バンザイRAP』がスマッシュヒット。
- その後、楽曲提供やフィーチャリング・CM出演などを経て、2010年アルバム『シュビ一貫』のリードソング「キミノキオク」は音楽専門チャンネルMUSIC ON! TVにてPower PUSHされる。
- その後のDigital Singleなども、テレビ神奈川の番組EDテーマや、シウマイの老舗「崎陽軒」公認ソングなどタイアップ多数獲得。
- また渋谷での主催イベント「渋谷で5時まで」をはじめ、地元横浜での主催イベント「ブルーライブ★ヨコハマ」は、毎回チケットが完売する人気イベントとなる。
- そして2014年6月、3万人規模の『横浜開港祭』メインステージにて、『ブルーライブ★ヨコハマ』とのコラボレーションが実現。
- それに合わせてNew Digital Single「Stay」を配信リリース。
- 歌詞検索サイトの注目度ランキングではメジャーアーティストを抑え第1位を獲得。
- レコチョクでは邦楽HipHopランキングでウィークリー第8位を獲得。
- そして2015年3月、5枚目となるミニアルバム「S」を発表。
- 2015年末、MCのmassaRoが脱退。
- 同時期に未発表曲が名古屋トヨペットのテレビCMソングに決定。

## リリース

### CD
- 2007年、デビューミニアルバム『シュビドゥバep～バンザイRAP～』発売
- 2008年、コンピレーション・アルバム『幸せになれるうた』に楽曲「バンザイRAP」で参加
- 2009年、コンピレーション・アルバム『INFINITY』「LIVIN'LARGE」で参加
- 2009年、0soul7のアルバム『zero soul seven V』「Ride On feat.シュビドゥバ」で参加
- 2010年、2ndミニアルバム『シュビ一貫』発売（崎陽軒 公認ソング第１弾収録）
- 2011年、ウエイストのアルバム『03』「A Gotta Go feat.シュビドゥバ」で参加
- 2012年、3rdミニアルバム『長男』発売（MVに格闘家 HIROYA 出演）
- 2013年、4thミニアルバム『恋はシウマイ』発売（崎陽軒 公認ソング第2弾）
- 2015年、5thミニアルバム『S』発売

### デジタル・ダウンロード
- 2010年、「光る力」 配信 （技能ルネッサンスかながわ2010テーマソング）
- 2011年、「One Way」 配信
- 2011年、「虹色ネオン」 配信 （新宿髙島屋クリスマス・ソング2011）
- 2012年、「長男」配信 （テレビ神奈川 『イイコト』エンディングテーマ）
- 2013年、「恋はシウマイ」配信（崎陽軒 公認ソング）
- 2015年、「Stay」配信（テレビ神奈川 『イイコト』エンディングテーマ）

### 個人
- RSP 『感謝。』 楽曲提供 （ADAM）
- 遊助 『わんぱく野球バカ』 コーラス参加 （ADAM）
- nottv CM出演 （massaRo）
- マンダム ギャッツビー CM出演（Gyu→）